# Чекрчићи
Чекрчићи су насељено мјесто у Босни и Херцеговини, у граду Високо, које административно припада Федерацији Босне и Херцеговине. Према прелиминарним подацима пописа становништва 2013. године, у насељу је живјело 130 становника.

## Историја
Чекрчићи су од 1992. до фебруара 1996. припадали Републици Српској, након чега су ушли у састав Федерације БиХ. Читаво српско становништво се у фебруару 1996. из безбједносних разлога раселило широм Републике Српске. Након тога је сва непокретна и покретна имовина Срба у насељу уништена, укључујући српско гробље и капелу.

## Култура
Српско гробље у насељу је старо преко 300 година.

## Становништво
У мјесној заједници Чекрчићи је 1991. било 320 српских домаћинстава, а 2011. само 5.
| Националност       | 2013. | 1991. | 1981. | 1971. | 1961. |
| Муслимани          | 122   | 5     |       |       | 1     |
| Срби               | 6     | 300   | 263   | 156   | 229   |
| Југословени        | —     | 1     | 16    | 1     |       |
| Хрвати             |       | 3     | 4     | 2     |       |
| остали и непознато | 2     |       | 7     | 1     | 1     |
| Укупно             | 130   | 309   | 290   | 160   | 231   |

| Демографија | Демографија | Демографија |
| Година      | Становника  | Становника  |
| ----------- | ----------- | ----------- |
| 1961.       | 231         |             |
| 1971.       | 160         |             |
| 1981.       | 290         |             |
| 1991.       | 309         |             |
| 2013.       | 130         |             |

### Презимена
- Вукичевић, Срби
- Гаврић, Срби
- Мирић, Срби
- Цвијановић, Срби